# Robert Farah
Robert Charbal Farah Maksoud (født 20. januar 1987) er en canadisk-født colombiansk professionel tennisspiller, som hører til eliten i double. Han har vundet 11 turneringer i double og har som sin bedste ranglisteplacering været nummer 9 i double. Hans bedste resultat er sejren i Internazionali d'Italia 2018 sammen med sin faste makker Juan Sebastián Cabal. I grand slam-turneringerne har han sammen med Cabal som bedste resultat været i finalen i Australian Open 2018. I mixeddouble har han været i to finaler i henholdsvis Wimbledon 2016 og French Open 2017 sammen med Anna-Lena Grönefeld.